# Светолик Радовановић
Светолик Радовановић (Прћиловица, 23. март 1863 — Београд, 17. јул 1928) био је српски геолог, члан Српске краљевске академије, професор Универзитета у Београду, министар народне привреде Краљевине Србије (1904 — 1905). 

## Биографија
На изборној скупштини од 5. фебруара 1897. године изабран је за дописног члана Српске краљевске академије (САНУ), а 31. јануара 1902. године постао је и њен редован члан. 
Оснивач је српске хидрогеологије. Реформисао је српско рударско и шумарско законодавство, а 1892. године је са геологом Јованом Жујовићем основао Српско геолошко друштво. 
Као министар, донео је прва правила рударско-братинске касе за осигурање рудара, установио недељно-празничне школе за шегрте и издао први годишњак рударског одељења министарства привреде. 
Познати су његови радови на проучавању јурских творевина источне Србије.

## Дела
- „Увод у геологију источне Србије“
- „О терцијеру Тимочке крајине“
- „О трусу“
- „Подземне воде“
- „Лијас код Рготине“
- „Лијас код Добре“
- „Црнајка с нарочитим обзиром на њен Догер“
- „Доњолијаска фауна са Вршке Чуке“
- „Келовеј код Вршке Чуке“
- „ нов. спец. из клауских слојева источне Србије“
- „О великом шаријажу у источној Србији“.